# Rüdiger Mielke
Rüdiger Mielke (* 4. September 1944; † 18. Dezember 2021) war ein deutscher Fußballspieler. Von 1965 bis 1967 stand er beim Bundesligisten MSV Duisburg (bis Januar 1967: Meidericher SV) unter Vertrag und galt als vielversprechendes Talent. Nach 15 Treffern in 15 Bundesligapartien, die ihn zum Rekordhalter hinsichtlich der Torquote in der Bundesliga machen, musste der Stürmer seine Profilaufbahn verletzungsbedingt aufgeben.

## Karriere
Mielke, der aus der Jugendabteilung des Meidericher SV stammte und auch dessen Amateurmannschaft angehört hatte, rückte zum Ende der Spielzeit 1964/65 in den Kreis des Bundesligateams auf und kam am 10. April 1965 bei einem 1:1 gegen den 1. FC Nürnberg zu seinem Debüt. Nach einem missglückten Klärungsversuch von Roland Wabra konnte er gleich in seinem ersten Bundesligaspiel für Meiderich den Ausgleich erzielen. Die „Zebras“ waren beim „Club“ im Angriff mit Rudolf Schmidt, Werner Lotz, Heinz Versteeg, Heinz van Haaren und Mielke angetreten. Im restlichen Saisonverlauf bestritt er noch eine weitere Partie bei einem 2:1-Erfolg gegen den FC Schalke 04. Seine zwei Bundesligaeinsätze bestritt der Nachwuchsstürmer unter Interimstrainer Willi Schmidt, der zum 2. März 1965 Rudi Gutendorf abgelöst hatte. In der Fachzeitschrift Sport Magazin wurde am 28. April nach seinem Bundesligadebüt über das „Talent mit Köpfchen“ etwas über seinen vorherigen sportlichen Werdegang notiert: „Über die Tore, die der geschmeidige und ungewöhnlich schnelle Halblinke in der MSV-Jugend geschossen hat, gibt es keine Statistik. Im ersten Senioren-Jahr nahm ihn Amateurtrainer „Oemmes“ Schmidt (derzeit auch Trainer der Bundesligamannschaft) aus der A-Jugend in die 1. Amateurelf. Diese machte in der Bezirksklasse Gruppensieg und Aufstieg mit einer Torquote von 83:13 in den 30 Pflichtspielen. Rüdiger Mielke war, wegen eines Muskelfaserrisses im rechten Oberschenkel, nur in 20 Spielen mit dabei; unter diesem Gesichtspunkt können sich seine 22 Tore schon sehen lassen. Aus jener Amateurmannschaft übernahm der MSV Mielke und Mittelstürmer Friedhelm Bruns in den Stamm der Lizenzspieler. Dass sich der 1,76 m große, wie ein Sprinter wirkende Mielke erst den härteren Bedingungen anpassen musste, war klar. Dennoch wäre er angesichts der zahlreichen Verletzungen der Sturmkräfte (Krämer, Gecks, Rahn, van Haaren) und der Sperre von Lotz eher zum Zuge gekommen, wenn ihn nicht ein Knöchelbruch im Training erneut zurückgeworfen hätte. Am Mittwoch vor Ostern sahen ihn dann die Duisburger gegen den AC Beerschot, und es gibt nicht wenige, die ihm beim 2:1-Sieg neben van Haaren das Prädikat des besten Stürmers zuerkennen möchten. Technisch versiert, ist er in seiner Spielweise gleichzeitig vernünftiger, gradliniger als etwa der figürlich gleich geartete Gecks. Er ist ein großes Versprechen für die Meidericher Bundesligazukunft.“
Zu Beginn der nachfolgenden Saison 1965/66 war er unter dem neuen Trainer Hermann Eppenhoff als Ergänzungsspieler vorgesehen und wurde anfangs nicht berücksichtigt. Im weiteren Verlauf wurde er nur gelegentlich eingesetzt, obwohl ihm sehr regelmäßig Tore gelangen. Am 26. März 1966 stand er bei einer Auswärtspartie gegen Tasmania Berlin nach längerer Zeit wieder auf dem Platz und konnte vier Mal für Meiderich treffen. Das Gesamtergebnis von 9:0 zugunsten seiner Mannschaft ist bis heute der höchste Auswärtssieg der Bundesligahistorie. Für die verbleibenden Partien bis zum Sommer war er als Teil der Startelf gesetzt und hatte letztlich 14 der 70 Saisontore seiner Mannschaft beigesteuert. Damit war Mielke, der lediglich an 13 von 34 Begegnungen mitgewirkt hatte, bester Torschütze – vor Nationalspieler Werner Krämer (13) und Carl-Heinz Rühl (10) – innerhalb des Teams. Auffällig waren seine beiden Tore zum 2:1-Auswärtserfolg im April 1966 auf dem Bökelberg gegen Borussia Mönchengladbach, sein Tor zum 1:1-Heimremis am 14. Mai 1966 gegen den FC Bayern München, sowie am letzten Rundenspieltag Ende Mai wiederum zwei Treffer zum 2:2-Heimremis gegen Hannover 96. Neben einem achten Rang in der Bundesliga hatte der MSV sich zugleich für das DFB-Pokalfinale 1966 qualifiziert. Auf dem Weg ins Finale hatte er sich auch als Torschütze bei den Erfolgen gegen den VfB Stuttgart (2:0) und dem 4:3 gegen den 1. FC Kaiserslautern ausgezeichnet. Im Endspiel gegen den FC Bayern München wurde der damals 21-Jährige aufgeboten und erzielte das 1:0 zugunsten Meiderichs, musste aber am Ende eine 2:4-Niederlage hinnehmen. Trotz des verpassten Titels veranlasste seine Leistung Bundestrainer Helmut Schön, ihn zu einem Lehrgang der deutschen Nationalmannschaft einzuladen.
Im Sommer 1966 erlitt Mielke, der sein Talent unter Beweis gestellt hatte und zum Kandidatenkreis für die Nationalelf zählte, durch eine Knieverletzung einen schweren Rückschlag. Eine Operation wurde fällig und seine Genesung dauerte mehrere Monate. Danach konnte er sich beim MSV nicht mehr zurückkämpfen und absolvierte kein Bundesligaspiel mehr, weswegen sein Vertrag nicht über die Spielzeit 1966/67 hinaus verlängert wurde. Daraufhin entschied er sich für einen Wechsel zum Amateurklub SG Wattenscheid 09.
In den Profifußball kehrte er nicht zurück und konzentrierte sich stattdessen auf eine Lehre in einem Unternehmen. Obwohl von seinem Debüt bis zu seiner letzten Partie in der höchsten deutschen Spielklasse nur wenig mehr als ein Jahr vergangen war, hatte er ein Pokalfinale sowie den Rekordauswärtssieg miterlebt und kann mit insgesamt 15 Toren in ebenso vielen Partien die beste Trefferquote unter allen Bundesligatorschützen aufweisen. Auch Jahrzehnte nach seiner aktiven Zeit beteiligte er sich noch an regelmäßig stattfindenden Treffen mit weiteren ehemaligen Aktiven des MSV.

## Tod
Am 18. Dezember 2021 starb Rüdiger Mielke im Alter von 77 Jahren.